# Premijer liga Bosne i Hercegovine (rukomet)
Premijer rukometna liga BiH je najviše rukometno ligaško natjecanje za muškarce u Bosni i Hercegovini koje organizira Rukometni savez BiH. Premijer liga je osnovana 2001. godine. Do tada su postojala tri odvojena saveza koja su organizirala zasebna natjecanja, iako je EHF priznavao samo one iz Rukometnog saveza Federacije BiH. 

## Struktura lige
Natjecanje se provod kroz dva dijela. U prvom dijelu sudjeluje 14 momčadi nakon čega prve tri momčadi i sudionik SEHA lige nastavljaju natjecanje u doigravanju za pravaka. Pet najlošije plasiranih momčadi ispadaju iz natjecanja, a zamjenjuju ih prvoplasirane ekipe iz Prvih liga (prvak Republike Srpske i prvaci Prvih liga Federacije – Sjever i Jug).

## Sezona 2021./22.
Sljedećih 16 klubova natječe se u rukometnoj Premier ligi tijekom sezone 2021/22.
| Tim        | Grad                  |
| ---------- | --------------------- |
| Izviđač    | Ljubuški              |
| Borac      | Banja Luka            |
| Bosna      | Visoko                |
| Sloga      | Gornji Vakuf-Uskoplje |
| Gračanica  | Gračanica             |
| Konjuh     | Živinice              |
| Lokomotiva | Brčko                 |
| Sloboda    | Tuzla                 |
| Maglaj     | Maglaj                |
| Leotar     | Trebinje              |
| Sloga      | Doboj                 |
| Vogošća    | Vogošća               |
| Krivaja    | Zavidovići            |
| Iskra      | Bugojno               |
| Bosna      | Sarajevo              |
| Gradačac   | Gradačac              |

## Dosadašnji pobjednici
- 2001./02. – HRK Izviđač, Ljubuški
- 2002./03. – RK Bosna, Sarajevo
- 2003./04. – HRK Izviđač, Ljubuški
- 2004./05. – HRK Izviđač, Ljubuški
- 2005./06. – RK Bosna, Sarajevo
- 2006./07. – RK Bosna, Sarajevo
- 2007./08. – RK Bosna, Sarajevo
- 2008./09. – RK Bosna, Sarajevo
- 2009./10. – RK Bosna, Sarajevo
- 2010./11. – RK Bosna, Sarajevo
- 2011./12. – RK Sloga, Doboj
- 2012./13. – RK Borac, Banja Luka
- 2013./14. – RK Borac, Banja Luka
- 2014./15. – RK Borac, Banja Luka
- 2015./16. – HRK Izviđač, Ljubuški
- 2016./17. – RK Borac, Banja Luka
- 2017./18. – HRK Izviđač, Ljubuški[1]
- 2018./19. – HRK Izviđač, Ljubuški
- 2019./20. – RK Borac, Banja Luka
- 2020./21. – HRK Izviđač, Ljubuški

## Vanjske poveznice
- Rukometni savez Bosne i Hercegovine  Arhivirana inačica izvorne stranice od 12. srpnja 2018. (Wayback Machine)